# Roßthal
Roßthal – osiedle Drezna, położone w południowo-zachodniej części miasta.
Miejscowość powstała jako osada słowiańska. Najstarsza wzmianka o miejscowości Rosztyl pochodzi z 1319. W 1657 został wzniesiony tu zamek. W 1834 wieś zamieszkiwały 174 osoby, a w 1910 – 259 osób. W 1945 osadę włączono w granice Drezna.
Graniczy z osiedlami Gorbitz, Wölfnitz, Naußlitz, Dölzschen oraz miastem Freital.